# نبرد قاقون
نبرد قاقون (انگلیسی: Battle of Qaqun)، درگیری میان نیروهای صلیبی و ممالیک در نزدیکی قاقون بود که صلیبیون به رهبری شاهزاده ادوارد حمله‌ای را علیه ممالیک ترتیب داد که در نهایت با پیروزی ممالیک و ناکامی صلیبیون در گرفتن قلعه قاقون همراه بود.